# Peribea (figlia di Ipponoo)
Peribea (in greco antico: Περίβοια?, Períboia), è un personaggio della mitologia greca. Fu regina di Calidone.

## Genealogia
Figlia di Ipponoo, sposò Oineo e divenne madre di Tideo.

## Mitologia
Fu la seconda moglie di Oineo e divenne regina di Calidone.
Nubile, disonorò il padre per essere rimasta incinta (da Ares o da Ippostrato) e fu per questo mandata nella città di Calidone per essere uccisa da Oineo ma questi, rimasto vedovo dalla precedente moglie (Altea) la tenne con sé.
Nel poema Tebaide, fu invece trattenuta da Oineo come bottino di guerra.